# لیلی پیلی آبی
لیلی پیلی آبی (نام علمی: Syzygium oleosum) نام یک گونه از تیره موردیان است.
درختی بومی جنگل‌های بارانی استرالیا است. این گیاهان معمولاً به صورت درختانی کوچک به طول ۴ تا ۱۵ متر دیده می‌شوند.